# Japan Open 2001
Die Japan Open 2001 im Badminton fanden vom 3. bis zum 8. April 2001 in Yoyogi, Tokio statt. Das Preisgeld betrug 180.000 US-Dollar, was dem Turnier zu einem Fünf-Sterne-Status im Grand-Prix-Circuit verhalf.

## Sieger und Platzierte
| Disziplin    | Gold                            | Silber                              | Bronze                         |
| ------------ | ------------------------------- | ----------------------------------- | ------------------------------ |
| Herreneinzel | Roslin Hashim                   | Lee Hyun-il                         | Shon Seung-mo                  |
| Herreneinzel | Roslin Hashim                   | Lee Hyun-il                         | Chen Hong                      |
| Dameneinzel  | Zhou Mi                         | Gong Ruina                          | Kaori Mori                     |
| Dameneinzel  | Zhou Mi                         | Gong Ruina                          | Zhang Ning                     |
| Herrendoppel | Sigit Budiarto Candra Wijaya    | Martin Lundgaard Hansen Lars Paaske | Chan Chong Ming Chew Choon Eng |
| Herrendoppel | Sigit Budiarto Candra Wijaya    | Martin Lundgaard Hansen Lars Paaske | Tony Gunawan Halim Haryanto    |
| Damendoppel  | Gao Ling Huang Sui              | Huang Nanyan Yang Wei               | Wei Yili Zhang Jiewen          |
| Damendoppel  | Gao Ling Huang Sui              | Huang Nanyan Yang Wei               | Cheng Wen-hsing Chien Yu-chin  |
| Mixed        | Bambang Suprianto Minarti Timur | Cheng Jiao Liu Yong                 | Zhang Jun Gao Ling             |
| Mixed        | Bambang Suprianto Minarti Timur | Cheng Jiao Liu Yong                 | Vita Marissa Nova Widianto     |

## Finalergebnisse
| Disziplin    | Sieger                          | Finalist                            | Ergebnis          |
| ------------ | ------------------------------- | ----------------------------------- | ----------------- |
| Herreneinzel | Roslin Hashim                   | Lee Hyun-il                         | 15-11, 15-6       |
| Dameneinzel  | Zhou Mi                         | Gong Ruina                          | 11-8, 11-0        |
| Herrendoppel | Candra Wijaya Sigit Budiarto    | Martin Lundgaard Hansen Lars Paaske | 15-7, 15-11       |
| Damendoppel  | Gao Ling Huang Sui              | Huang Nanyan Yang Wei               | 15-13, 15-10      |
| Mixed        | Bambang Suprianto Minarti Timur | Liu Yong Cheng Jiao                 | 15-6, 14-17, 15-5 |

## Ergebnisse

### Herreneinzel Qualifikation
- Takaaki Taniuchi –  Pei Wei Chung: 17-14 / 15-11
- Muhammad Hafiz Hashim –  Lai Kuan-cheng: 15-10 / 15-6
- Lee Chong Wei –  Masahiko Tanaka: 15-2 / 15-1

### Herreneinzel
- Shoji Sato –  Wong Choong Hann: 9-15 / 15-12 / 15-8
- Sairul Amar Ayob –  Lai Kuan-hung: 15-2 / 15-2
- Rasmus Wengberg –  Muhammad Hafiz Hashim: 17-14 / 15-9
- Dicky Palyama –  Andrew South: 15-8 / 15-8
- Ong Ewe Hock –  Daniel Eriksson: 17-15 / 15-8
- Lee Chong Wei –  Kazuhiro Shimogami: 15-16 / 17-14 / 15-0
- Lee Hyun-il –  Tam Kai Chuen: 17-16 / 17-15
- Boonsak Ponsana –  Yousuke Nakanishi: 15-7 / 15-5
- Lee Tsuen Seng –  Cai Yun: 15-13 / 13-15 / 15-13
- Colin Haughton –  Anupap Thiraratsakul: 15-12 / 15-8
- Yeoh Kay Bin –  Kenneth Jonassen: 17-16 / 15-12
- James Chua –  Shinya Ohtsuka: 15-8 / 15-11
- George Rimarcdi –  Yohan Hadikusumo Wiratama: 15-8 / 12-15 / 15-7
- Alvin Chew Ming Yao –  Muhammad Hafiz Hashim: 15-4 / 15-8
- Xiao Hui –  Ng Wei: 15-12 / 15-3
- Shon Seung-mo –  Jim Ronny Andersen: w.o.
- Peter Gade –  Takaaki Taniuchi: 15-3 / 15-11
- Sairul Amar Ayob –  Shoji Sato: 15-13 / 15-3
- Chen Hong –  Sho Sasaki: 15-6 / 15-4
- Rasmus Wengberg –  Dicky Palyama: 17-16 / 17-14
- Xia Xuanze –  Josemari Fujimoto: 15-10 / 15-11
- Ong Ewe Hock –  Lee Chong Wei: 15-10 / 15-13
- Marleve Mainaky –  Ramesh Nathan: 8-15 / 15-3 / 15-7
- Lee Hyun-il –  Boonsak Ponsana: 15-11 / 15-10
- Shon Seung-mo –  Lee Tsuen Seng: 15-11 / 15-8
- Richard Vaughan –  Hidetaka Yamada: 15-5 / 15-3
- Colin Haughton –  Yeoh Kay Bin: 6-15 / 15-13 / 15-13
- Rony Agustinus –  Ji Xinpeng: 15-5 / 15-10
- George Rimarcdi –  James Chua: 15-5 / 15-13
- Anders Boesen –  Ismail Saman: 11-15 / 15-11 / 15-11
- Xiao Hui –  Alvin Chew Ming Yao: 15-6 / 15-13
- Roslin Hashim –  Michael Edge: 15-3 / 15-5
- Peter Gade –  Sairul Amar Ayob: 15-6 / 15-7
- Chen Hong –  Rasmus Wengberg: 15-4 / 15-7
- Ong Ewe Hock –  Xia Xuanze: 15-4 / 15-9
- Lee Hyun-il –  Marleve Mainaky: 15-10 / 15-11
- Shon Seung-mo –  Richard Vaughan: 15-13 / 15-6
- Colin Haughton –  Rony Agustinus: 8-15 / 15-9 / 15-0
- Anders Boesen –  George Rimarcdi: 15-6 / 15-11
- Roslin Hashim –  Xiao Hui: 15-6 / 15-9
- Chen Hong –  Peter Gade: 15-11 / 7-15 / 15-7
- Lee Hyun-il –  Ong Ewe Hock: 15-12 / 15-8
- Shon Seung-mo –  Colin Haughton: 15-4 / 7-1 ret.
- Roslin Hashim –  Anders Boesen: 15-10 / 15-4
- Lee Hyun-il –  Chen Hong: 15-12 / 15-11
- Roslin Hashim –  Shon Seung-mo: 15-11 / 15-11
- Roslin Hashim –  Lee Hyun-il: 15-11 / 15-6

### Dameneinzel Qualifikation
- Chien Yu-chin –  Kumiko Ogura: 13-10 / 11-7
- Salakjit Ponsana –  Reiko Shiota: 13-11 / 11-5
- Lee Yin Yin –  Yoshimi Hataya: 13-10 / 11-9
- Chien Yu-chin –  Chiharu Tagami: 11-2 / 11-6
- Salakjit Ponsana –  Tomomi Matsuda: 11-1 / 13-10
- Eriko Motegi –  Etsuko Teramoto: 11-6 / 11-9

### Dameneinzel
- Camilla Martin –  Fiona Sneddon: 11-1 / 11-1
- Zhang Ning –  Salakjit Ponsana: 11-1 / 11-1
- Julia Mann –  Lee Yin Yin: 11-5 / 11-5
- Miho Tanaka –  Louisa Koon Wai Chee: 11-2 / 11-3
- Gong Ruina –  Kyoko Komuro: 11-6 / 11-4
- Ling Wan Ting –  Jun Jae-youn: 13-11 / 11-7
- Kelly Morgan –  Xie Xingfang: 4-11 / 11-1 / 11-1
- Sujitra Ekmongkolpaisarn –  Fumi Iwawaki: 11-2 / 11-0
- Chien Yu-chin –  Denyse Julien: 6-11 / 11-8 / 11-4
- Wang Chen –  Tang Chunjue: 8-11 / 11-3 / 11-8
- Kaori Mori –  Seo Yoon-hee: 11-7 / 11-4
- Marina Andrievskaia –  Wong Miew Kheng: 11-4 / 11-8
- Kanako Yonekura –  Rita Yuan Gao: 11-2 / 11-3
- Mette Sørensen –  Eriko Motegi: 11-2 / 11-7
- Katja Michalowsky –  Rebecca Pantaney: 1-11 / 11-4 / 11-3
- Zhou Mi –  Mika Anjo: 11-0 / 11-2
- Zhang Ning –  Camilla Martin: 1-11 / 11-8 / 11-7
- Julia Mann –  Miho Tanaka: 11-8 / 0-2 ret.
- Gong Ruina –  Ling Wan Ting: 11-5 / 7-11 / 11-7
- Sujitra Ekmongkolpaisarn –  Kelly Morgan: 11-7 / 11-8
- Wang Chen –  Chien Yu-chin: 11-1 / 11-5
- Kaori Mori –  Marina Andrievskaia: 11-6 / 11-1
- Mette Sørensen –  Kanako Yonekura: 12-13 / 13-10 / 11-8
- Zhou Mi –  Katja Michalowsky: 11-4 / 11-1
- Zhang Ning –  Julia Mann: 11-9 / 11-4
- Gong Ruina –  Sujitra Ekmongkolpaisarn: 13-11 / 10-13 / 11-9
- Kaori Mori –  Wang Chen: 11-8 / 5-11 / 11-1
- Zhou Mi –  Mette Sørensen: 11-4 / 11-2
- Gong Ruina –  Zhang Ning: 13-11 / 11-4
- Zhou Mi –  Kaori Mori: 11-9 / 11-2
- Zhou Mi –  Gong Ruina: 11-8 / 11-0

### Herrendoppel
- Jens Eriksen /  Jesper Larsen –  Chang Kim Wai /  Rosman Razak: 15-10 / 15-3
- Liu Kwok Wa /  Albertus Susanto Njoto –  Sho Sasaki /  Shoji Sato: 15-8 / 15-10
- Tony Gunawan /  Halim Haryanto –  Norio Imai /  Hiroshi Ohyama: 15-7 / 15-9
- Yasunori Sekine /  Hermono Yuwono –  Peter Jeffrey /  David Lindley: 15-12 / 15-12
- Chen Qiqiu /  Liu Yong –  Choong Tan Fook /  Lee Wan Wah: 15-8 / 15-12
- Ha Tae-kwon /  Yoo Yong-sung –  Takuya Katayama /  Yuzo Kubota: 15-4 / 15-2
- Martin Lundgaard Hansen /  Lars Paaske –  Patapol Ngernsrisuk /  Khunakorn Sudhisodhi: 15-8 / 15-13
- Anthony Clark /  Ian Sullivan –  Shinji Ohta /  Takuya Takehana: 15-6 / 15-3
- Reony Mainaky /  Keita Masuda –  James Anderson /  Graham Hurrell: 8-15 / 15-12 / 15-8
- Sigit Budiarto /  Candra Wijaya –  Takanori Aoki /  Toru Matsumoto: 15-9 / 15-10
- Ma Che Kong /  Yau Tsz Yuk –  Kitipon Kitikul /  Sudket Prapakamol: 15-7 / 17-16
- Jim Laugesen /  Michael Søgaard –  Hiroshi Kagaya /  Masahiro Yabe: 15-6 / 15-4
- Chris Hunt /  Julian Robertson –  Chien Yu-hsun /  Huang Shih-chung: 15-7 / 15-5
- Chan Chong Ming /  Chew Choon Eng –  Tatsuya Hirai /  Keishi Kawaguchi: 15-10 / 15-2
- Zhang Jun /  Zhang Wei –  Henrik Andersson /  Fredrik Bergström: 17-16 / 15-11
- Tesana Panvisavas /  Pramote Teerawiwatana –  Eng Hian /  Flandy Limpele: 15-8 / 12-15 / 17-16
- Jens Eriksen /  Jesper Larsen –  Liu Kwok Wa /  Albertus Susanto Njoto: 15-6 / 15-4
- Tony Gunawan /  Halim Haryanto –  Yasunori Sekine /  Hermono Yuwono: 15-8 / 15-6
- Chen Qiqiu /  Liu Yong –  Ha Tae-kwon /  Yoo Yong-sung: 15-11 / 15-12
- Martin Lundgaard Hansen /  Lars Paaske –  Anthony Clark /  Ian Sullivan: 17-14 / 15-7
- Sigit Budiarto /  Candra Wijaya –  Reony Mainaky /  Keita Masuda: 15-8 / 15-12
- Ma Che Kong /  Yau Tsz Yuk –  Jim Laugesen /  Michael Søgaard: 15-13 / 15-11
- Chan Chong Ming /  Chew Choon Eng –  Chris Hunt /  Julian Robertson: 15-13 / 15-11
- Zhang Jun /  Zhang Wei –  Tesana Panvisavas /  Pramote Teerawiwatana: 15-8 / 15-10
- Tony Gunawan /  Halim Haryanto –  Jens Eriksen /  Jesper Larsen: 15-11 / 15-9
- Martin Lundgaard Hansen /  Lars Paaske –  Chen Qiqiu /  Liu Yong: 15-12 / 15-11
- Sigit Budiarto /  Candra Wijaya –  Ma Che Kong /  Yau Tsz Yuk: 15-9 / 15-11
- Chan Chong Ming /  Chew Choon Eng –  Zhang Jun /  Zhang Wei: 15-10 / 13-15 / 15-8
- Martin Lundgaard Hansen /  Lars Paaske –  Tony Gunawan /  Halim Haryanto: 6-15 / 15-7 / 15-10
- Sigit Budiarto /  Candra Wijaya –  Chan Chong Ming /  Chew Choon Eng: 15-8 / 15-11
- Sigit Budiarto /  Candra Wijaya –  Martin Lundgaard Hansen /  Lars Paaske: 15-7 / 15-11

### Damendoppel
- Huang Nanyan /  Yang Wei –  Rita Yuan Gao /  Sandra Watt: 15-6 / 15-4
- Mika Anjo /  Chikako Nakayama –  Lim Pek Siah /  Joanne Quay: 15-11 / 15-11
- Kaori Mori /  Megumi Oniike –  Jun Jae-youn /  Seo Yoon-hee: 15-6 / 15-8
- Gail Emms /  Donna Kellogg –  Shiori Ohshita /  Kaori Saito: 15-9 / 15-11
- Ann-Lou Jørgensen /  Mette Schjoldager –  Keiko Nakauchi /  Noriko Okuma: 15-3 / 15-1
- Lee Kyung-won /  Ra Kyung-min –  Miyo Akao /  Tomomi Matsuda: 15-0 / 15-10
- Ella Tripp /  Sara Sankey –  Akiko Nakashima /  Satoko Suetsuna: 15-12 / 15-6
- Kumiko Ogura /  Reiko Shiota –  Ang Li Peng /  Chin Eei Hui: 10-15 / 15-2 / 15-11
- Gao Ling /  Huang Sui –  Yukiko Kataito /  Chihiro Ohsaka: 15-3 / 15-6
- Masami Yamazaki /  Keiko Yoshitomi –  Emma Constable /  Sarah Hardaker: 15-5 / 8-15 / 15-7
- Pernille Harder /  Majken Vange –  Rie Ichihashi /  Mika Ohtsuka: 15-2 / 15-8
- Indarti Issolina /  Deyana Lomban –  Rebecca Pantaney /  Joanne Nicholas: 15-4 / 15-5
- Cheng Wen-hsing /  Chien Yu-chin –  Seiko Yamada /  Shizuka Yamamoto: 15-12 / 15-4
- Sathinee Chankrachangwong /  Saralee Thungthongkam –  Satomi Igawa /  Yoshiko Iwata: 6-15 / 17-14 / 15-13
- Helene Kirkegaard /  Rikke Olsen –  Hwang Yu-mi /  Lee Hyo-jung: 15-8 / 15-9
- Wei Yili /  Zhang Jiewen –  Chan Mei Mei /  Li Wing Mui: w.o.
- Huang Nanyan /  Yang Wei –  Mika Anjo /  Chikako Nakayama: 15-11 / 15-8
- Gail Emms /  Donna Kellogg –  Kaori Mori /  Megumi Oniike: 13-15 / 15-9 / 15-7
- Wei Yili /  Zhang Jiewen –  Ann-Lou Jørgensen /  Mette Schjoldager: 17-16 / 15-4
- Lee Kyung-won /  Ra Kyung-min –  Ella Tripp /  Sara Sankey: 15-10 / 15-6
- Gao Ling /  Huang Sui –  Kumiko Ogura /  Reiko Shiota: 15-0 / 15-5
- Masami Yamazaki /  Keiko Yoshitomi –  Pernille Harder /  Majken Vange: 15-13 / 15-7
- Cheng Wen-hsing /  Chien Yu-chin –  Indarti Issolina /  Deyana Lomban: 15-9 / 17-14
- Sathinee Chankrachangwong /  Saralee Thungthongkam –  Helene Kirkegaard /  Rikke Olsen: 17-16 / 15-13
- Huang Nanyan /  Yang Wei –  Gail Emms /  Donna Kellogg: 15-6 / 15-9
- Wei Yili /  Zhang Jiewen –  Lee Kyung-won /  Ra Kyung-min: 15-9 / 15-8
- Gao Ling /  Huang Sui –  Masami Yamazaki /  Keiko Yoshitomi: 15-0 / 15-5
- Cheng Wen-hsing /  Chien Yu-chin –  Sathinee Chankrachangwong /  Saralee Thungthongkam: 15-9 / 8-15 / 15-9
- Huang Nanyan /  Yang Wei –  Wei Yili /  Zhang Jiewen: 15-5 / 15-12
- Gao Ling /  Huang Sui –  Cheng Wen-hsing /  Chien Yu-chin: 15-3 / 15-2
- Gao Ling /  Huang Sui –  Huang Nanyan /  Yang Wei: 15-13 / 15-10

### Mixed
- Nathan Robertson /  Donna Kellogg –  Michael Søgaard /  Rikke Olsen: 15-13 / 15-6
- Zhang Wei /  Huang Sui –  Ma Che Kong /  Wang Chen: 15-6 / 15-9
- Nova Widianto /  Vita Marissa –  Rosman Razak /  Joanne Quay: 15-10 / 15-11
- Norio Imai /  Chikako Nakayama –  Sudket Prapakamol /  Sathinee Chankrachangwong: 15-7 / 15-5
- Ian Sullivan /  Gail Emms –  Yoo Yong-sung /  Hwang Yu-mi: 15-0 / 15-3
- Liu Yong /  Cheng Jiao –  Jim Laugesen /  Pernille Harder: 15-8 / 15-6
- Fredrik Bergström /  Jenny Karlsson –  Fumihiko Machida /  Rie Ichihashi: 15-11 / 14-17 / 15-9
- Tri Kusharyanto /  Indarti Issolina –  Tesana Panvisavas /  Salakjit Ponsana: 15-7 / 15-4
- Keita Masuda /  Seiko Yamada –  Chan Chong Ming /  Lim Pek Siah: 15-10 / 15-10
- Chien Yu-hsun /  Cheng Wen-hsing –  David Lindley /  Emma Constable: 17-14 / 6-15 / 15-8
- Lars Paaske /  Jane F. Bramsen –  Khunakorn Sudhisodhi /  Saralee Thungthongkam: 15-7 / 15-8
- Zhang Jun /  Gao Ling –  Albertus Susanto Njoto /  Ling Wan Ting: 15-6 / 15-0
- Bambang Suprianto /  Minarti Timur –  Yuzo Kubota /  Yoshiko Yonekura: 15-7 / 15-11
- Graham Hurrell /  Sarah Hardaker –  Masahiro Yabe /  Yuko Watanabe: 15-7 / 15-6
- Ha Tae-kwon /  Lee Kyung-won –  Liu Kwok Wa /  Louisa Koon Wai Chee: 15-7 / 15-8
- Jens Eriksen /  Mette Schjoldager –  Chen Qiqiu /  Zhang Jiewen: 15-12 / 15-5
- Zhang Wei /  Huang Sui –  Nathan Robertson /  Donna Kellogg: 15-10 / 15-8
- Nova Widianto /  Vita Marissa –  Norio Imai /  Chikako Nakayama: 15-10 / 11-15 / 15-9
- Liu Yong /  Cheng Jiao –  Ian Sullivan /  Gail Emms: 15-8 / 15-17 / 15-10
- Tri Kusharyanto /  Indarti Issolina –  Fredrik Bergström /  Jenny Karlsson: 15-3 / 15-7
- Chien Yu-hsun /  Cheng Wen-hsing –  Keita Masuda /  Seiko Yamada: 16-17 / 15-4 / 15-7
- Zhang Jun /  Gao Ling –  Lars Paaske /  Jane F. Bramsen: 15-12 / 15-10
- Bambang Suprianto /  Minarti Timur –  Graham Hurrell /  Sarah Hardaker: 13-15 / 15-10 / 15-8
- Jens Eriksen /  Mette Schjoldager –  Ha Tae-kwon /  Lee Kyung-won: 15-6 / 15-5
- Nova Widianto /  Vita Marissa –  Zhang Wei /  Huang Sui: 15-5 / 11-15 / 15-4
- Liu Yong /  Cheng Jiao –  Tri Kusharyanto /  Indarti Issolina: 15-10 / 15-4
- Zhang Jun /  Gao Ling –  Chien Yu-hsun /  Cheng Wen-hsing: 15-7 / 15-5
- Bambang Suprianto /  Minarti Timur –  Jens Eriksen /  Mette Schjoldager: 7-15 / 15-5 / 15-5
- Liu Yong /  Cheng Jiao –  Nova Widianto /  Vita Marissa: 15-4 / 15-7
- Bambang Suprianto /  Minarti Timur –  Zhang Jun /  Gao Ling: 15-12 / 4-15 / 15-8
- Bambang Suprianto /  Minarti Timur –  Liu Yong /  Cheng Jiao: 15-6 / 14-17 / 15-5